# Bernt R. A. Sierke

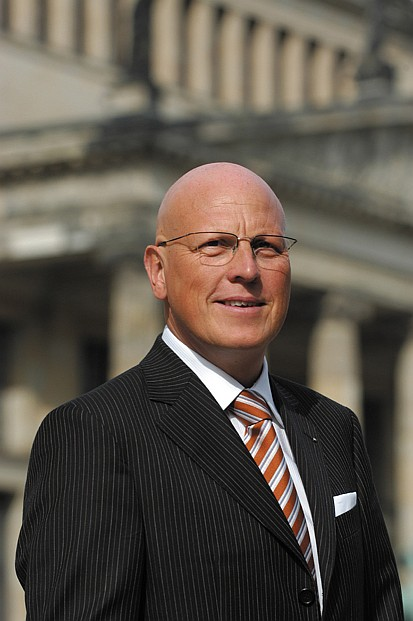
Bernt R. A. Sierke 2004

Bernt R. A. Sierke (* 17. September 1959 in Göttingen) ist ein deutscher Wirtschaftswissenschaftler, Hochschullehrer und war von 1999 bis 2014 Präsident der PFH Private Hochschule Göttingen.

## Biographie
Bernt R. A. Sierke studierte Betriebswirtschaftslehre in Göttingen mit anschließender Promotion. Ab 1986 arbeitete er als Unternehmensberater, unter anderem als Geschäftsführer der unic consult GmbH. Zugleich war er Dozent bzw. Lehrbeauftragter für Betriebswirtschaftslehre, u. a. an der Leibniz-Akademie Hannover, der Universität Göttingen und später an der Universität Hildesheim sowie der VWA Kassel. Sierke ist Gründungs- und Mitgesellschafter der Gesellschaft für praxisbezogene Forschung und wissenschaftliche Lehre (GFL) gGmbH, Trägergesellschaft der PFH Private Hochschule Göttingen. An der PFH ist Sierke seit 1998 hauptamtlicher Professor für Allgemeine Betriebswirtschaftslehre, insbesondere industrielles Management, Controlling und Rechnungswesen. Von 1999 bis 2014 hat Sierke die Hochschule als Präsident auch wissenschaftlich geleitet, trat aber dann nicht mehr zur Wiederwahl an. Er wurde erneut Geschäftsführer der Trägergesellschaft, wie er es bereits von 2007 bis 2011 war. Weiterhin ist er geschäftsführender Gesellschafter der UNICconsult Unternehmensberatung GmbH.

## Schriften (Auswahl)
- Investitions-Controlling im Controlling-System – Darstellung eines integrierten Ansatzes mit Hilfe ausgewählter linearer Dekompositionsverfahren, Korbach 1990, ISBN 3-87077-060-0.
- Zeitgerechtes Controlling: Strategien – Innovation – Wertorientierung – Virtualität, Wiesbaden 2000, ISBN 3-409-11709-1.
- Wachstumsregion Asien-Pazifik – Chancen, Risiken, Rahmenbedingungen, Wiesbaden 1997, ISBN 3-409-12098-X; zusammen mit Karin Dietz.
- Branchenübergreifende Erfolgsfaktoren: Controlling, Organisation, Logistik, Wachstum, Wiesbaden 1995, ISBN 3-409-12210-9; zusammen mit Frank Albe.
- Managementorientiertes Rechnungswesen – Konzepte und Analysen zur Entscheidungsvorbereitung, Wiesbaden 1993, ISBN 3-409-13901-X; zusammen mit Jürgen Bloech und Uwe Götze.
- Optimale Aggregatkombinationen bei zeitlich-intensitätsmäßiger Anpassung und Kosten der Inbetriebnahme, in: Zeitschrift für Betriebswirtschaft, 57. Jg. (1987), S. 878–1000; zusammen mit Ronald Bogaschewsky.
- Outsourcing des Controllings: Status quo und Potentialanalyse, Göttingen 2016, ISBN 9783868447507; zusammen mit Joachim Algermissen und Stefan Brinkhoff.